# キハダ
キハダ（黄肌、木肌、学名 Thunnus albacares）は、スズキ目・サバ科に分類される魚の一種。全世界の熱帯・亜熱帯海域に広く分布するマグロで、缶詰や刺身などに用いられる重要な食用魚である。日本ではキハダマグロ（黄肌鮪、木肌鮪）とも呼ばれる。　

## 名称
地方名には、キワダ（東京、和歌山）、マシビ（大阪、兵庫県、高知）、イトシビ（高知）、ハツ（高知）、シビ（鹿児島県奄美群島種屋久群島）、キンヒレなどがある。また若魚は各地でキメジ（木目地）とも呼ばれる。
成長段階で呼び分けることもあり、高知県では幼魚をビンと呼ぶ。
台湾では「黃鰭鮪」を正式名としているが、台湾語では他のマグロ類とともに英語のtunaから「串仔」（ツガ、tshǹg-á）と呼んでいる。

## 特徴
成魚は全長239 cm・体重200 kgに達する。マグロ属8種の中ではミナミマグロ、メバチと並ぶ中型種である。ただし、熱帯海域では全長3 mに達するとした文献もある。日本近海産は熱帯産よりも小型で、大きくても全長1.5 m、体重70 kgほどである。
第二背鰭と尻鰭が黄色で、成長につれ鎌状に伸長する点で他のマグロ類と区別できる。各地での呼称もここに因んだものが多い。老成個体ではこの二つの鰭が頭長より長く、糸状に伸びる。体色もいくらか黄色を帯びる。また、クロマグロやメバチに比べると体型が比較的前後に細長い。マグロ属の分類では、本種とコシナガ、タイセイヨウマグロの3種類は他の5種と別の Neothunnus 亜属に分類されている。
若魚は体側に後方へ向けて下がる斜めの白い縞模様がある。若魚は第二背鰭と尻鰭が短いので他種との区別がつけにくく、特にメバチの若魚とよく似ている。

### 分布
全世界の熱帯・亜熱帯海域に広く分布するが、地中海には分布しない。日本沿岸でも北海道以南で見られるが、伊豆諸島以南の太平洋側に多く、日本海では稀である。

### 生態

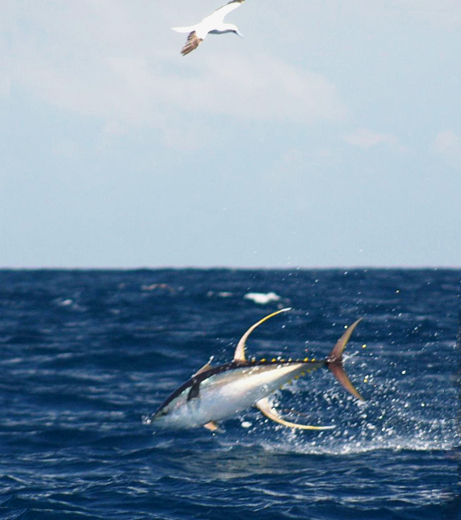
水面上を跳ねたキハダ

外洋の表層を群れで遊泳し、日本近海ではカツオなどと同様に季節的な南北の回遊を行う。好む水温は18-31℃で、マグロ属の中では本種とコシナガが最も高水温・表層に生息する。また、流木などの漂流物やイルカにつく習性もある。若魚はカツオやメバチと混群を作る。
産卵期は夏で、分離浮性卵を産卵する。マグロ類にしては成長が早く、1年で全長50 cm、2年で全長1 mに達し成熟する。寿命は8年生きたものが報告されている。魚類や頭足類、甲殻類を食べる。

## 利用

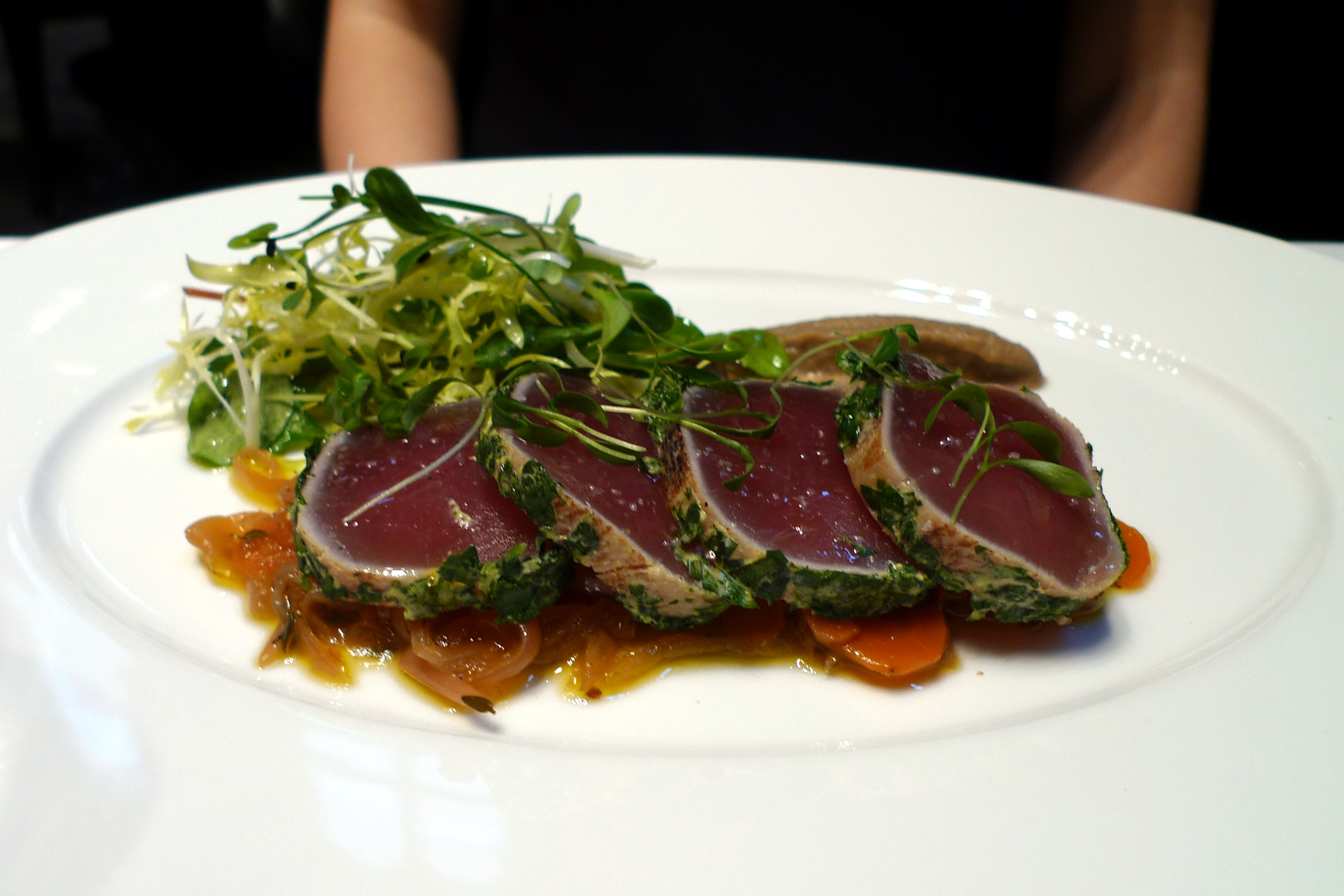
キハダのエスカベシュ（カルパッチョ）

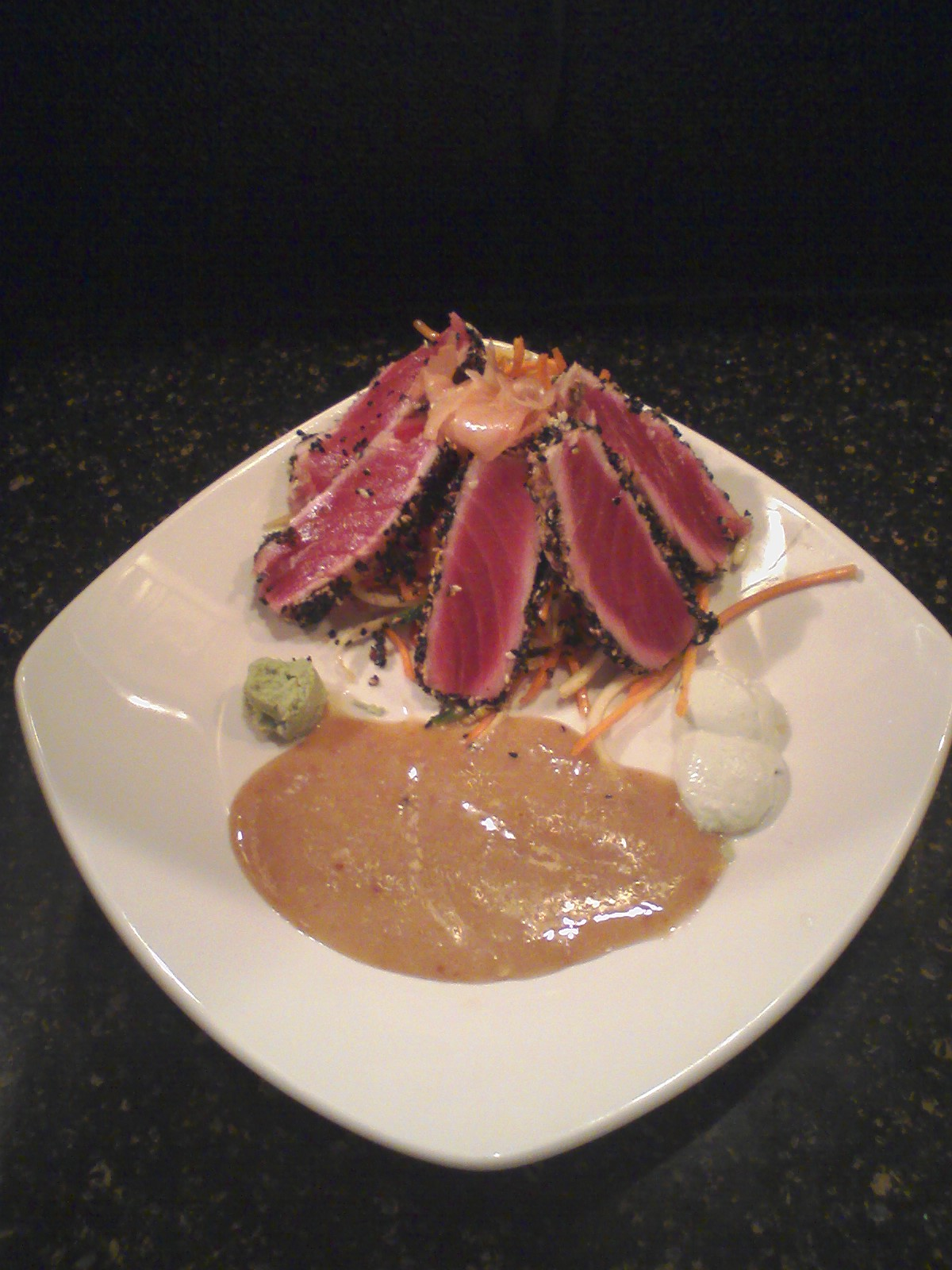
キハダのレアステーキ

食用に延縄、曳縄（トローリング）、巻き網などの遠洋漁業で漁獲される。南西諸島や伊豆・小笠原諸島では、イソマグロやロウニンアジと同様に磯釣りや船釣りでも漁獲される。
21世紀初頭の時点では全世界のマグロ漁獲量は年間約200万t前後だが、このうちの約100万-140万tがキハダで占められ、マグロ類の中では最も漁獲量が多い。日本での流通量はメバチに次ぐ二番目である。台湾や韓国からも輸入されている。
乱獲で個体数が減少しており、国際自然保護連合(IUCN)レッドリスト2021年版で軽度懸念(LC)と評価されている。しかし成長が早いこともあり他のマグロ類よりは深刻な状況ではないとみられている。
身は頭のほうから尾に近い部分までほぼ均一の赤身で、脂肪が少なく締まっている。色は薄紅色で、クロマグロよりも淡い。世界的にはビンナガと共に缶詰（ツナ缶）の材料として重要で、洋風料理ではステーキなどにもされる。日本では脂肪が少ない身質から西日本で珍重される。また、クロマグロの味が落ちる夏から秋にかけてキハダの漁獲量が増える。日本料理では刺身、焼き魚、唐揚げなどにされる。大分県の郷土料理ひゅうが丼や沖縄料理の厚い衣の天麩羅にも使われる。
ハワイではahi（アヒ、英: Yellowfin tunaも参照）と呼ばれ、ポケ（ポキ）の食材として用いられる。
モルディブ料理でも一般的な食材で、茹でてツナと称したり、リハフォリ（Riha Folhi）と呼ばれるカレー風味のクレープ巻きにしたりする。

### 混獲問題
かつてはツナ缶のため、本種の漁獲に伴うマグロまき網漁におけるイルカの混獲問題が起きており、これをアメリカ合衆国の環境保護活動家や環境保護団体が問題視し、マグロ漁におけるイルカ捕殺に対処する為に 1972年に海洋哺乳類保護法（英: Marine Mammal Protection Act:MMPA）が施行され、様々な対策がとられ、アメリカ船への対策のみならず、イルカを混獲する漁法で捕られたマグロの輸入を禁じた。
その流れで、中南米の漁業者も完全にイルカを当てにしない（巻き込まない）人工集魚装置(英: Fish aggregating devices:FADs)を使用した巻網漁業に転換したが、今度はFADsに本種やカツオ以外に、メバチマグロの幼魚が混獲され、その資源の減少が心配されている。